# 2С3 «Акація»
2С3 «Акація» (рос. 2С3 «Акация») (Індекс ГБТУ — об'єкт 303) — радянська 152-мм дивізійна самохідна гаубиця. Розроблена на Уральському заводі транспортного машинобудування. Головний конструктор шасі — Г. С. Єфімов, 152-мм гармати 2А33 — Ф. Ф. Петров. 2С3 «Акація» призначена для придушення і знищення живої сили, артилерійських і мінометних батарей, ракетних установок, танків, вогневих засобів, пунктів управління і тактичних засобів ядерного нападу.

## Історія

### Концепція
Масове застосування самохідних артилерійських установок (САУ) почалося в кінці 1930-х — на початку 1940-х років. Саме тоді, в полум'ї Другої світової війни, досягли певного рівня технічної досконалості, тракторно-танкові шасі «взяли на себе» гарматні стволи, зробивши артилерію набагато маневренішою, здатною супроводжувати піхоту на полі бою.
Особливо відзначився з впровадженням концептуально нового виду зброї німецький Вермахт, що мав безліч цілком вдалих конструкцій «самохідок» на своєму озброєнні вже до початку бойових дій. СРСР і союзники значно відставали від німецьких напрацювань (як з техніки, так і з тактики застосування), що звичайно ж, позначалося на ефективності бойових операцій, особливо — наступального типу. Ситуація вирівнялася тільки до 1943 року, коли зусиллями тилу були прийняті на озброєння численні типи САУ. Самохідна артилерія боролася з танками, надавала вогневу підтримку піхоті, «зламувала» довготривалу оборону, тощо. Численні СУ-76, СУ-85, СУ-100, СУ-122, СУ-152, ІСУ-122 і ІСУ-152 воювали на всіх ділянках радянсько-німецького фронту проти Wespe, Насгорн, Jagdpanzer IV, Ягдпантер і Elefant Вермахту. Деякі з цих самоходок (наприклад — СУ-85) досі офіційно не зняті з озброєння[джерело?].
Після Другої світової війни радянські конструктори і військові проаналізували досвід застосування САУ і виявили їх позитивні властивості і недоліки. Про перші говорити не доводиться, — САУ відмінно зарекомендували себе на полях битв, що ж стосується другого, то їх знання вельми важливо проектувальникам бойових машин наступних поколінь. Зокрема, була відзначена недостатня ефективність снарядів 122-мм гаубиць, тому на ділянках головного удару зосереджували не тільки СУ-122 і ІСУ-122. але й потужніші СУ-152 і ІСУ-152. Незадовільним визнали і кути горизонтального наведення в 10 — 16, при яких важко вести вогонь по рухомих цілях. Недостатньою була і скорострільність, на яку впливали не тільки вага пострілів, але й тіснота бойового відділення і повільно діючі ручні поршневі затвори. Малим був огляд з традиційних для радянських самоходок нерухомих бронерубок. Кут піднесення ствола в 20° перешкоджав стрільбі на максимальну дальність, особливо на пересіченій місцевості. Невдалим було визнано і розташування бойового відділення — в передній частині корпусу, що сильно збільшувало габарити машини і, відповідно, знижувало її маневреність. У вермахті самохідки, зокрема, знаменитий «Фердинанд», мали, здебільшого, бойове відділення, розміщене в кормі.
Крім того, дещо змінилися і самі завдання самоходок. Якщо в 2-й світовій війні одним з найголовніших завдань було знищення ворожих танків, то в повоєнний час, у зв'язку з колосальним удосконаленням і поширенням ПТКР (протитанкових керованих ракет) і РПГ (ручних протитанкових гранатометів), протитанкова функція поступилася свою першістю вогневій підтримці військ. Недоліки артсистем колишнього покоління були очевидні, і створення досконаліших зразків було цілком можливо, якби не вплив суб'єктивних обставин.
У 1950 — 1960-х рр.. за наполяганням Н. С. Хрущова розробки перспективних зразків класичної артилерії, в тому числі самохідної, припинили, а виділені кошти «перекачали» на ракетну техніку. Треба відзначити, що і в США складалася схожа ситуація, але там раніше усвідомили свій промах. Результати такої політики виявилися плачевними. У 50-60-ті роки на озброєння Радянської Армії не прийняли жодної САУ із снарядом калібру понад 100 мм. А в локальних війнах, що тоді весь час виникали, виявилася незамінність самохідної артилерії. Мало того, в багатьох ситуаціях артилерія ставала єдиною реальною силою, коли застосування авіації і тактичних ракет було неможливе. Прикладів таких конфліктів десятки: 50-ті роки — артилерійська дуель в Тайванській протоці між КНР і американцями та гомінданівцями, що влаштувались на островах; 60-ті роки — бої за острів Даманський між СРСР і КНР; 70-ті роки — «перша соціалістична війна» між В'єтнамом і Китаєм; в 1967—1972 роках — артилерійська дуель через Суецький канал Єгипту з Ізраїлем, Скрізь артилерія, в тому числі і самохідна, підтвердила, що вона була, є і буде «богом війни».
І тільки в 1965 р. після відставки Хрущова, було відновлено проектування і створення артсистем нового покоління, тим більше, що до того часу виявилось помітне відставання в цьому відношенні Радянського Союзу від ймовірних противників.

### Постановка задачі
4 липня 1967 р. ЦК КПРС і Рада Міністрів СРСР прийняли спільну постанову, що пропонує приступити до виготовлення цілого ряду самохідних артилерійсько-мінометних систем. Серед них були 152-мм самохідна гармата 2С5 «Гіацинт» і гаубиця 2СЗ «Акація» такого ж калібру. Останні призначалися для оснащення артилерійських полків танкових і мотострілецьких дивізій — з них слід було знищувати ворожу бронетанкову техніку, позиції артилерії і мінометів, а також скупчення живої сили ворога.
Отримавши завдання, конструктори провели дослідження, встановивши оптимальні розміри майбутніх машин, можливості розміщення гармат в нерухомих рубках і обертових баштах, і зупинилися на останньому варіанті.
При виборі калібру враховували досвід не тільки Другої Світової війни, але і збройних конфліктів 1950—1960 рр. Адже ефективність дії снарядів визначається не тільки калібром гармат, у тому числі самохідних, але і масою розривного заряду, далекобійністю, скорострільністю і купчастістю влучень.
Врахували і те, що в останнє десятиліття піхотинці пересіли на захищені бронетранспортери. Звідси зробили висновок, що для майбутньої самохідної гаубиці калібрів 100—120 мм виявиться недостатньо, особливо при веденні вогню по рухливих і групових цілях, опорних пунктах. Взяли до уваги і те, що навіть осколки 152-мм снарядів виводять з ладу БТРи та іншу подібну техніку.
Початку роботи над СГ «Акація» передував порівняльний аналіз артилерійських гармат, створених під час війни (СУ-100, СУ-152), і артсистем післявоєнного покоління. У результаті була вибрана концепція перспективного розвитку самохідної артилерії.

### Створення
Проектування та виготовлення перших дослідних зразків артилерійської частини 152-мм самохідної гаубиці 2СЗ «Акація» проходило в Свердловську (Єкатеринбурзі), в ОКБ-9 заводу ім. М. І. Калініна, а шасі — на заводі «Уралтрансмаш».
Артилерійська частина САУ розроблялася на базі 152-мм буксируваної гармати-гаубиці Д-20. Внутрішній устрій ствола, балістика і боєприпаси були взяті у Д-20 без змін.
Нова гаубиця отримала заводський індекс Д-22 та індекс ГРАУ (Головне ракетно-артилерійське управління) — 2АЗЗ. Шасі було розроблено на базі пускової установки ЗРК «Круг», яке своєю чергою створили на базі дослідної САУ СУ-100П, і отримало індекс «Об'єкт 303».
Два перших дослідних зразки 2СЗ були виготовлені наприкінці 1968 року. У ході заводських випробувань, що завершилися в жовтні 1969 року, була виявлена велика загазованість бойового відділення, особливо при стрільбі з малими зарядами. З цієї ж причини виявилися не прийнятими ще чотири зразки, випущених влітку 1969 для полігонних випробувань. Тому порадили замінити роздільно-гільзове заряджання картузного і впровадити напівавтоматичний поршневий затвор з пластичним обтюратором.
Втім, особливих переваг це нововведення не обіцяло, хоча його і вважали за потрібне використовувати при проектуванні нових 152-мм самохідних гармат. Зрештою з загазованістю впоралися шляхом доопрацювання системи вентиляції.
Гусеничне шасі «Об'єкт 303» після випробувань дослідних установок на Науково-дослідному полігоні ГБТУ (Головного бронетанкового управління), навпаки, отримало високу оцінку у військових замовників і співробітників ВНДІ транспортного машинобудування. Це шасі розглядалося як база для нових зразків самохідної артилерії і ПУ ракет вагою до 30 т.
На ньому також створювалися такі САУ, як 152-мм самохідна гармата, 240-мм самохідний міномет і ряд інших бойових і допоміжних машин. У процесі експлуатації ходова частина 2СЗ також показала надзвичайно високу надійність.
У 1970 році на Державних випробуваннях 2СЗ показала чудові результати, до кінця року на УЗТМ були зібрані перші три серійні машини.
На великих військових навчаннях 1971 року в перевагах нових САУ особисто переконався міністр оборони А. А. Гречко. У тому ж році 2СЗ «Акація» була прийнята на озброєння, а на УЗТМ виготовили ще дев'ять машин, з них шість — у грудні. У 1973 році завод отримав замовлення вже на 70 САУ.

## Конструкція

### Корпус
Корпус і башта зварені з плит катаної броньової сталі, які забезпечують захист від ураження бронебійною кулею з відстані 300 м, а також від осколків артилерійських снарядів і мін малого калібру.
САУ 2СЗ розділена на три відсіки: управління, силовий і бойовий.
Відсік управління розташований в передній частині корпуса між лівим бортом і моторною перегородкою. У ньому розміщується механік-водій.
Силовий відсік знаходиться праворуч в носовій частині. У ньому розміщуються двигун, трансмісія, системи живлення пальним і повітрям, змащення, охолодження, підігріву та запуску.
Бойове відділення займає середню, кормову частини корпусу і всю башту, яка являє собою суцільнозварну конструкцію. У даху башти з лівого боку встановлена командирська башточка і люк командира, а з правого — люк зарядника. Над люком командира встановлено 7,62-мм зенітний кулемет для боротьби з повітряними цілями. Знизу до башти кріпиться так званий кошик, в якому розташовується екіпаж бойового відділення і частина боєкомплекту. Башта разом з кошиком встановлена в корпус за допомогою кулькового погонного пристрою. Основну частину бойового відділення займає гаубиця, боєукладки і робочі місця екіпажу. Сидіння навідника розміщено ліворуч від гаубиці, а зарядника — праворуч. Командир знаходиться позаду навідника.

### Гармата

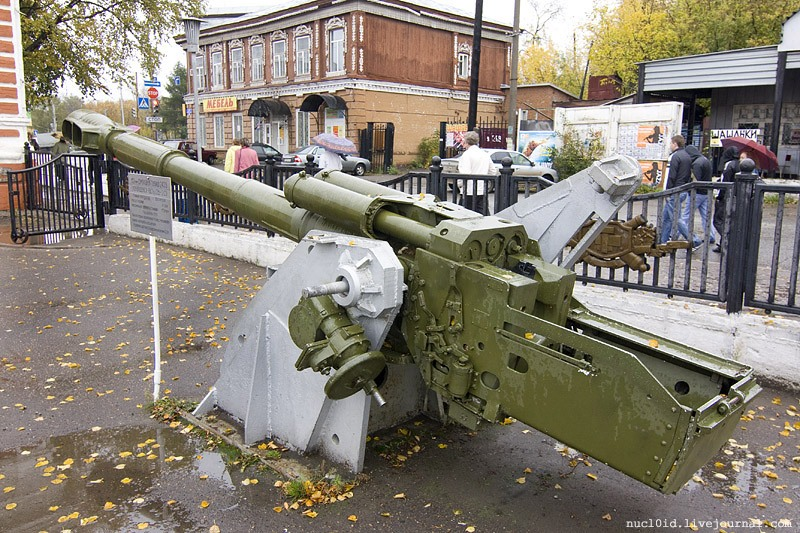
152-мм гаубиця Д-22

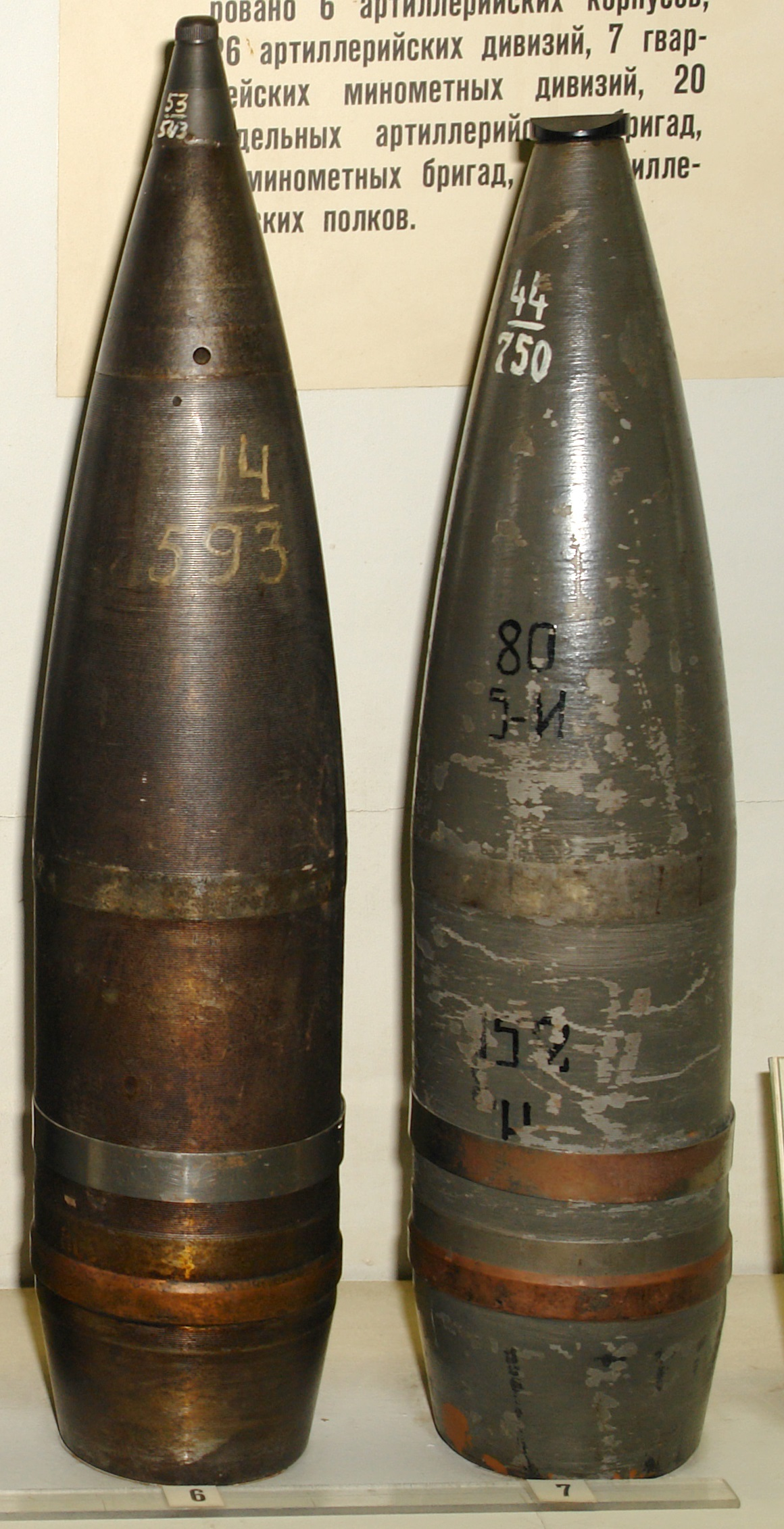
152-мм ОФС:
53-ОФ-530 (ліворуч)
53-ОФ-540 (праворуч)

Основне озброєння «Акації» — 152-мм гаубиця Д-22 (індекс ГРАУ — 2А33). Довжина — 28 калібрів.  Її ствол складається з труби-моноблока, двокамерного дульного гальма, ежектора, муфти та казенника, вертикального клинового затвора з напівавтоматикою механічного (копірного) типу, гідравлічного гальма відкату веретенного типу і пневматичного накатника. Циліндри противідкатних пристроїв жорстко пов'язані зі стволом і при пострілі відкочуються разом з ним. Нормальна довжина відкату становить 510—710 мм, а гранична — 740 мм. Наведення гаубиці у вертикальній площині здійснюється в діапазоні від −4° до +60°. Ручний підйомний механізм гаубиці оснащений одним сектором і врівноваженим пневматичним механізмом штовхаючого типу. Гаубиця встановлюється в амбразуру башти за допомогою закладних цапф.
Заряджання гаубиці роздільно-гільзове, тобто в канал ствола спочатку досилається снаряд, а потім гільза з метальним зарядом, як і у переважної більшості артсистем такої потужності і такого калібру. Боєкомплект складається з 40 пострілів, які перебувають у двох боєукладках (у башті і в корпусі).
У 1975 році замість двох механізованих боєукладок ввели одну — барабанного типу на 12 пострілів, що дозволило збільшити боєкомплект, що перевозиться, з 40 до 46 пострілів. Модернізована таким чином самоходка отримала індекс 2С3М, а гаубиця — 2А33М. У боєкомплект «Акації» увійшли старі осколково-фугасні снаряди ОФ-540 (маса снаряда 43,56 кг, вибухової речовини — 5,86 кг) і нові осколково-фугасні снаряди ОФ-25 (відповідно 43,56 кг і 6,88 кг). Для стрільби ними передбачені повні заряди, а також шість зменшених. Останні при невеликій дальності стрільби дозволяють посилати снаряд по крутішій траєкторії і вражати цілі, приховані перешкодами (пагорбами, багатоповерховими будинками і т. д.). Крім того, з наближенням до нормалі кута зустрічі снаряда з горизонтальною ціллю (дахом доту, будинки, танка тощо) різко зростає ефективність дії снаряда. І нарешті, чим менше заряд, тим більше живучість ствола гаубиці. Міняючи заряд, можна змінити початкову швидкість осколково-фугасного снаряда від 651 м/с до 282 м/с, а дальність, відповідно, від 17 053 м до 6751 м. Максимальна дальність стрільби осколково-фугасним снарядом становить 17 400 м, при стрільбі активно-реактивним снарядом вона зростає до 20 500 м. Скорострільність складає  1,9 — 3,5 пострілів на хвилину.

### Боєкомплект
Для боротьби з танками в боєкомплект 2С3 входить кумулятивний снаряд БП-540, бронепробивання якого не залежить від дальності стрільби. Стрільба їм ведеться спеціальним зарядом Ж6 масою 5,6 кг, початкова швидкість снаряда 676 м/с, прицільна дальність 3000 м. За нормалі він пробиває броню товщиною 250 мм, під кутом 60° — 220 мм, під кутом 30° — 120 мм. У штатний боєкомплект 2С3М зазвичай входить 42 осколково-фугасних снаряда ОФ-540 і ОФ-25 і чотири кумулятивних БП-540. Крім того, САУ може стріляти і снарядом Бр-540Б (тупоголовий з балістичним наконечником) і снарядом Бр-540 (гостроголові), які не входять в штатний боєкомплект. На дистанції 1000 м Бр-540Б пробиває по нормалі 120-мм броню, а під кутом 60° — 100-мм; Б-540 — 115-мм і 95-мм броню відповідно. У 1970 році для САУ «Акація» була розпочата розробка спеціального пострілу ЗБВЗ з дальністю стрільби 17 400 м. Самохідна гаубиця Акація може стріляти і іншими снарядами: освітлювальним парашутним С1, який висвітлює місцевість протягом 40 секунд; хімічним 3Х3, усіма 152-мм снарядами (з індексом 540) від гаубиць МП-20 і Д-20, коректованими 152-мм снарядами Краснопіль (ОФ-38), а також снарядами (з індексом 530) 152-мм гаубиці Д-1. Крім того, в 70-х роках в боєкомплект 2СЗ був введений постріл з ядерним боєприпасом потужністю 2 кТ.

### Номенклатура снарядів
| Індекс пострілу                        | Індекс снаряда                                          | Індекс заряда   | Маса снаряда, кг | Маса ВР, кг                                | Марка детонатора         | Початкова швидкість снаряда, м/с | Максимальна дальність стрільби, км |
| Кумулятивні                            |                                                         |                 |                  |                                            |                          |                                  |                                    |
| 3ВБП2                                  | 53-БП-540                                               | 4Ж6             | 27,67            | 5,6                                        | ГКВ, ГПВ-3               | 676                              | 4                                  |
| 3ВБП5                                  |                                                         |                 |                  |                                            |                          |                                  |                                    |
| Бронебійні                             |                                                         |                 |                  |                                            |                          |                                  |                                    |
| 53-ВБР-546                             | 53-БР-540                                               | 54-ЖД-546Б      | 48,8             | 0,66                                       | МД-7                     | 600                              | 4                                  |
| 53-ВБР-546Б                            | 53-БР-540Б                                              | 54-ЖД-546Б      | 46,5             | 0,48                                       | ДБР                      | 600                              | 4                                  |
| Бетонобійні                            |                                                         |                 |                  |                                            |                          |                                  |                                    |
|                                        | 53-Г-530                                                | 54-ЖН-546 (№ 1) | 40               | 5,1                                        | КТД, ДБТ                 | 619                              | 14,82                              |
|                                        | 53-Г-530                                                | 54-Ж-546У       | 40               | 5,1                                        | КТД, ДБТ                 | 530                              | 12,74                              |
|                                        | 53-Г-530Ш                                               | 54-ЖН-546       | 40               | 4,9                                        | КТД, ДБТ                 | 670                              | 15,84                              |
|                                        | 53-Г-530Ш                                               | 54-Ж-546У       | 40               | 4,9                                        | КТД, ДБТ                 | 530                              | 12,74                              |
|                                        | 53-Г-545                                                | 54-ЖН-546 (№ 1) | 56               | 4,22                                       | КТД                      | 552                              | 15,8                               |
|                                        | 53-Г-545                                                | 54-ЖН-546У      | 56               | 4,22                                       | КТД                      | 529                              | 15                                 |
| Касетні                                |                                                         |                 |                  |                                            |                          |                                  |                                    |
| DP-ICM                                 | 53-CG-540                                               |                 | 44,6             | 56×0,044                                   | M138                     | 648                              | 17,3                               |
| ER DP-ICM (активно-реактивний)         | 53-CG-540ER                                             |                 | 42,9             | 49×0,044                                   | M138                     | 670                              | 20,3                               |
| 3ВО13                                  | 3-О-13                                                  | 54-ЖН-546       | 57,9             | 8×0,23                                     | ДТМ-75                   |                                  | 14,5                               |
| 3ВО14                                  | 3-О-13                                                  | 54-Ж-546У       | 57,9             | 8×0,23                                     | ДТМ-75                   |                                  | 11                                 |
| Осколкові                              |                                                         |                 |                  |                                            |                          |                                  |                                    |
|                                        | 53-О-530А                                               | 54-ЖН-546       | 40               | 5,31                                       | РГМ-2, Д-1-У             | 670                              | 15,92                              |
|                                        | 53-О-530А                                               | 54-Ж-546У       | 40               | 5,31                                       | РГМ-2, Д-1-У             | 530                              | 12,89                              |
| Осколково-фугасні                      |                                                         |                 |                  |                                            |                          |                                  |                                    |
|                                        | 53-ОФ-530                                               | 54-ЖН-546       | 40               | 5,83                                       | РГМ-2, Д-1-У, АР-5       | 670                              | 15,92                              |
|                                        | 53-ОФ-530                                               | 54-Ж-546У       | 40               | 5,83                                       | РГМ-2, Д-1-У, АР-5       | 530                              | 12,89                              |
| 53-ВОФ-546В                            | 53-ОФ-540В                                              | 54-ЖН-546       | 43,56            | 4,80                                       | РГМ-2, В-90, Д-1-У, АР-5 | 655                              | 17,05                              |
| 53-ВОФ-546ВУ                           | 53-ОФ-540В                                              | 54-Ж-546У       | 43,56            | 4,80                                       | РГМ-2, В-90, Д-1-У, АР-5 | 509                              | 13,3                               |
| 53-ВОФ-546                             | 53-ОФ-540(Ж)                                            | 54-ЖН-546/4Ж38  | 43,56            | 5,86                                       | РГМ-2, В-90, Д-1-У, АР-5 | 655                              | 17,05                              |
| 53-ВОФ-546У                            | 53-ОФ-540(Ж)                                            | 54-Ж-546У       | 43,56            | 5,86                                       | РГМ-2, В-90, Д-1-У, АР-5 | 509                              | 13,3                               |
| 3ВОФ27 (Активно-реактивний снаряд)     | 3ОФ22                                                   | 54-ЖН-546/4Ж38  | 43,33            | 4,88                                       | В-429, АР-5              | 651                              | 20,5                               |
| 3ВОФ32(-1)                             | 3ОФ25                                                   | 54-ЖН-546/4Ж38  | 43,56            | 6,88                                       | 60/59                    | 655                              | 17,4                               |
| 3ВОФ33(-1)                             | 3ОФ25                                                   | 54-Ж-546У       | 43,56            | 6,88                                       | РГМ-2, В-90, АР-5        | 511                              | 13,4                               |
| HE ER EOFd (Активно-реактивний снаряд) |                                                         | 54-ЖН-546/4Ж38  | 43,56            | 8,1                                        | РГМ-2, KZ-88             | 655                              | 20                                 |
| Керовані снаряди                       |                                                         |                 |                  |                                            |                          |                                  |                                    |
| 3ВОФ63                                 | 3ОФ38                                                   | 54-ЖН-546       | 49,5             | 8,5 (тротиловий еквівалент)                |                          |                                  | 12                                 |
| Краснополь (керований снаряд) 3ВОФ64   | 3ОФ39                                                   | 54-ЖН-546       | 50               | 6,3                                        |                          |                                  | 20                                 |
| Краснополь (керований снаряд) 3ВОФ64   | 3ОФ39М                                                  | 54-ЖН-546       | 43               | 10,0 (тротиловий еквівалент)               |                          |                                  | 20                                 |
| 3ВОФ66                                 | 3ОФ38                                                   | 54-Ж-546У       | 49,5             | 8,5 (тротиловий еквівалент)                |                          |                                  | 8                                  |
| Краснополь (керований снаряд) 3ВОФ64   | 3ОФ39                                                   | 54-Ж-546У       | 50               | 6,3                                        |                          |                                  |                                    |
| «Сантиметр-М»                          | 3ОФ75                                                   |                 | 41               | 10 (тротиловий еквівалент)                 |                          |                                  | 18                                 |
| Шрапнельні                             |                                                         |                 |                  |                                            |                          |                                  |                                    |
| 3ВШ2                                   | 3Ш2                                                     | 54-ЖН-546/4Ж38  | 43,56            |                                            | ДТМ-75                   | 651                              | 10,2                               |
| 3ВШ5                                   | 3Ш2                                                     | 54-Ж-546У       | 43,56            |                                            | ДТМ-75                   | 509                              | 9                                  |
| Постановник перешкод КВ/УКВ            |                                                         |                 |                  |                                            |                          |                                  |                                    |
| 53-ВРС-546                             |                                                         |                 |                  |                                            |                          |                                  |                                    |
| 3ВРБ36                                 | 3РБ30(-1…8)                                             | 54-Ж-546У       | 43,56            | —                                          |                          |                                  | 13,5                               |
| 3ВРБ37                                 | 3РБ30(-1…8)                                             | 54-ЖН-546       | 43,56            | —                                          |                          |                                  | 18                                 |
| Димові                                 |                                                         |                 |                  |                                            |                          |                                  |                                    |
| 53-ВД-546                              | 53-Д-540                                                | 54-ЖН-546       | 43,53            | 6,626                                      |                          | 655                              | 17,4                               |
| 53-ВД-546У                             | 53-Д-540                                                | 54-Ж-546У       | 43,53            | 6,626                                      |                          | 511                              | 13,4                               |
| Освітлювальні                          |                                                         |                 |                  |                                            |                          |                                  |                                    |
| 3ВС16                                  | 3С6(-1)                                                 | 54-ЖН-546/4Ж38  | 39,7             | —                                          | Т-90                     |                                  | 14,94                              |
| 3ВС17                                  | 3С6(-1)                                                 | 54-Ж-546У       | 39,7             | —                                          | Т-90                     | 508                              | 11,79                              |
| 3ВС22                                  | 3С1                                                     | 54-ЖН-546/4Ж38  | 40,2             | —                                          | Т-7                      |                                  | 14                                 |
| 3ВС23                                  | 3С1                                                     | 54-Ж-546У       | 40,2             | —                                          | Т-7                      |                                  | 11,25                              |
| Хімічна зброя                          |                                                         |                 |                  |                                            |                          |                                  |                                    |
|                                        | 53-ХС-530                                               |                 | 38,8             |                                            |                          | 670                              | 15,9                               |
|                                        | 53-ХС-530Д                                              |                 | 42,5             | 5,4 Отруйна речовина Р-43 (в'язкий люізіт) |                          |                                  |                                    |
|                                        | 53-ХН-530 Споряджений нестійким типом отруйної речовини |                 | 39,1             |                                            | КТМ-2                    | 670                              | 15,9                               |
|                                        | 53-ОХ-530                                               |                 | 40               |                                            | КТМ-2, РГ-6              | 670                              | 15,9                               |
|                                        | 53-ОХ-540                                               |                 |                  |                                            |                          | 655                              | 17,05                              |
|                                        | 3Х3                                                     |                 | 40               | 2,873 Отруйна речовина Р-55 (зоман)        | РГМ-2                    |                                  |                                    |
|                                        | 3Х3-35                                                  |                 | 40               | 2,82 Отруйна речовина Р-35 (зарин)         | РГМ-2                    |                                  |                                    |
| Ядерні                                 |                                                         |                 |                  |                                            |                          |                                  |                                    |
| 3ВБ3                                   |                                                         |                 |                  | 1 кт (тротиловий еквівалент)               |                          |                                  | 17,4                               |
| Навчальні                              |                                                         |                 |                  |                                            |                          |                                  |                                    |
| 53-ВОФ-546ИН                           | 53-ОФ-540ИН                                             | 54-ЖН-546/4Ж38  | 43,56            | —                                          | —                        | 655                              | 17,05                              |
| 53-ВПБР-546                            | 53-ПБР-540                                              | 54-ЖД-546Б      | 48,78            | —                                          | —                        | 600                              | 4                                  |
| Холостий                               | —                                                       | 4Х13            | —                | —                                          | —                        | —                                | —                                  |

### Силова установка
Силова установка представлена 12-циліндровим чотиритактним дизелем рідинного охолодження В-59. Двигун розвиває потужність 382 кВт, що дозволяє самохідній гаубиці рухатися по дорогах з твердим покриттям з максимальною швидкістю 60 км / г. З двигуном взаємодіє механічна двопотічна трансмісія. Коробка передач знаходиться в одному блоці з планетарним механізмом повороту. Підвіска індивідуальна, торсіонна, з гідравлічними амортизаторами телескопічного типу. До складу ходової частини, стосовно одного борту, входять шість подвійних обгумованих опорних котків (проміжки між першим і другим, другим і третім котками різні і набагато більші, ніж між іншими котками), чотири підтримують ролика, провідне колесо переднього і напрямне колесо заднього розташування . Ширина гусениці з гумометалевим шарніром дорівнює 490 мм. «Акація» характеризується порівняно невеликим питомим тиском на ґрунт, що не перевищує 0,059 МПа, що відповідає тиску на ґрунт ноги дорослої людини. САУ може долати підйоми і спуски крутизною до 30 °, рови завширшки до 3 м і вертикальні стінки заввишки до 0,7 м, а також водні перешкоди глибиною до 1 м. Допустимий крен для машини — не більше 25 °.

### Допоміжні системи
Самохідна гаубиця 2С3 обладнана фільтровентиляційною установкою, автоматичною протипожежною системою, включається при підвищенні температури в бойовому або силовому відділеннях, і системою герметизації населених відділень для захисту екіпажу від факторів ураження хімічного, бактеріологічного та ядерної зброї. В останньому випадку вона спрацьовує автоматично при появі потоків гамма-випромінювання, що виникає при ядерному вибуху. При необхідності герметичність «Акації» підтримується як на марші, так і при стрільбі боєкомплектом, які є всередині машини.

## Модифікації
2СЗМ. У 1975 році замість двох механізованих боєукладок ввели одну — барабанного типу на 12 пострілів, що дозволило збільшити возимий боєкомплект з 40 до 46 пострілів (у штатний боєкомплект 2СЗМ зазвичай входить 42 ОФС ОФ-540 і ОФ-25 і чотири КС БП-540). Додатково до штатних снарядів в НДІ машинобудування для «Акації» був розроблений снаряд ЗОФ29 із збільшеною учетверо осколковою дією. За ним в боєкомплекті з'явилися активно-реактивні снаряди і боєприпаси, оснащені донними газогенераторами, за допомогою яких далекобійність самохідки зросла на 20-30 %.

### 2СЗМ1
У 1987 році «Акацію» оснастили апаратурою прийому, обробки та відображення командної інформації і новим прицілом СП-538.
Обслуги отримали і керовані артилерійські снаряди ЗОФ38 «Краснопіль», самонавідні на ціль на кінцевій ділянці траєкторії і здатні вражати об'єкти, які рухаються зі швидкостями до 35 км/год. Зовні «Краснопіль» походить на американський керований снаряд «Копперхед», але легше його і здатний подолати більшу відстань — близько 18 тис. м. Він містить бойову частину вагою 20,5 кг і призначається для ураження ворожої бойової техніки з імовірністю 0.9, оснащений пристроями, що протидіють навантаженням на бортову апаратуру при пострілі. У передній частині, приблизно в третині довжини, знаходяться крила, що розкриваються в польоті, а в задній — стабілізатор. Передовий артилерійський спостерігач виявляє ціль, визначає її координати і повідомляє їх на командний пункт полку або дивізіону або батареї, після чого починає підсвічувати її лазерним покажчиком. Після пострілу «Краснопіль» виходить на балістичну траєкторію, і коли він досягає граничної висоти, автоматично розкриваються його крила і стабілізатор і відразу ж включається напівактивна головка самонаведення, яка отримує живлення від вбудованих джерел. Захопивши засвічену ціль по відбитому лазерному луна-сигналу, «Краснопіль» самостійно підправляє курс і точно виходить на неї.

### 2СЗМ2
На виставці озброєнь в Нижньому Тагілі, що проходила в липні 2004 р., була представлена модернізована самохідна гаубиця «Акація» з повністю оновленою електронною системою управління. Створені на єкатеринбурзькому підприємстві «Уралтрансмаш» самохідки оснащені автоматизованою системою управління вогнем, супутниковою навігаційною системою і електронною картою бойових дій.

## Досвід бойового застосування та експлуатації
У 1971 р. виробництво «Акації» розгорнули на Уральському заводі важкого транспортного машинобудування, хоча офіційно її прийняли на озброєння Радянської Армії через два роки.   Іноземні військові експерти відзначили, що її творці успішно вирішили проблему стійкості машини при стрільбі без застосування загальноприйнятих висувних сошників. У компонувальному відношенні розташування моторно-трансмісійного відділення в носовій частині праворуч і відділення управління зліва є найбільш зручним для САУ середніх калібрів, оскільки залишає всю середню і кормову частину корпусу вільною для бойового відділення. Сподобалося військовим і та обставина, що самохідні гаубиці 2СЗ — авіатранспортабельні, причому літак Ан-22 може перевозити відразу дві установки.
«Акація» перебуває в «одній ваговій категорії» з американською 155-мм самохідною гаубицею М109 «Paladin», прийнятою на озброєння в 1962 р. Фугасна і бризантна дія нашого 152-мм снаряда і американського 155-мм приблизно однакові. Радянський «виріб» має кращі швидкісні і маневренні характеристики, дещо перевершує «американку» по прохідності і має в півтора рази більший запас ходу, що в умовах військової плутанини може виявитися важливим чинником. Екіпаж нашої самохідки менше на 2 людини. У М109 вища бойова скорострільність — 6 вист. / хв. проти 4 вист. / хв. у «Акації» і боєкомплект — 56 проти 46 відповідно. Що ж до дальності стрільби, то різні джерела дають для М109 зовсім різні цифри — від 14 км до 24 км. Враховуючи те, що вік американської самохідки перевищив поважні 40 років, і те, що наприкінці 70-х років вона проходила докорінну модернізацію, то першу цифру слід віднести до найраніших моделей, а останню — до установок, які пройшли модернізацію та використовують активно-реактивні снаряди. При такому розкладі характеристики «Паладіна» і «Акації» виявляються приблизно рівними. Гаубиці М109А2 / АЗ/А4 використовують уже гармати М185 і стріляють на дальність 23,5 км. Заміна цієї гармати довжиною 23 калібри на гармату М284 з довжиною 39 калібрів на М109А5/А6 збільшило далекобійність до 30 км.
В Японії в 1975 році була прийнята на озброєння «Сил самооборони» цілком сучасна САУ «Тип 75».
Вона оснащена зварними алюмінієвими корпусом і баштою; компоновка класична, з руховим відсіком в передній частині і вежею ззаду. Озброєння — гаубиця зі стволом довжиною 30 калібрів японської розробки, оснащеним дуловим гальмом і ежектором. Затвор гвинтовий, є здвоєний обертовий магазин заряджання, однак для досилання в казенну частину кожного пострілу потрібно опускати ствол гармати до піднесення близько +6 °. Бойова скорострільність становить шість пострілів на хвилину. Боєкомплект становить 18 пострілів в автоматі заряджання і ще десять пострілів у башті. На даху встановлено 12,7 мм зенітний кулемет. Для самохідної гаубиці «Тип 75» в Японії був розроблений власний фугасний снаряд, що має максимальну дальність пострілу 19 000 метрів. Проте «Тип 75» також може застосовувати стандартний снаряд НАТО М107, при цьому дальність пострілу складе 15000 метрів. Певний час велися роботи зі створення активно-реактивного снаряда, який, як очікувалося, повинен був мати дальність пострілу 24000 метрів.
До кінця 1989 року після поставки 201 установки випуск був припинений, тому що виробництво, яке здійснювалося компанією «Міцубісі», виявилося дуже дорогим, бо багато деталей і деякі вузли вимагали ручної збірки і доведення.
Великою перевагою «Акації» є її простота освоєння і надійність в експлуатації в будь-яких погодно-кліматичних умовах.
Американська система була випущена дуже великою серією — близько 5000 екземплярів і продавалася в багато країн світу.
Радянська самохідка також поставлялася на експорт, насамперед — союзникам по Варшавському договору, Іраку, Лівії, Сирії і т. д. «Акації» воювали і на Близькому Сході у складі сирійської армії проти армії оборони Ізраїлю під час проведення операції «Мир Галілеї» в 1982 р. Випробуванням для радянської самохідки став Афганістан. Піщані бурі, спека, відсутність інфраструктури як ніколи підняли престиж «Акації» серед військових. З найкращої сторони показала вона себе і в чеченській війні, пригнічуючи вузли опору в Грозному та інших населених пунктах.
Зараз «Акації» активно застосовується військами АТО, проти російських військ та проросійських бойовиків на Донбасі. Для участі в антитерористичній операції їх спеціально було виведено з консервації.
Виробництво САУ 2СЗ «Акація» було припинено в 1993 році. В даний час вона перебуває на озброєнні багатьох країн, в тому числі Росії та України. На зміну «Акації» приходить САУ нового покоління «Мста-С».

## Бойове застосування
Бойове хрещення САУ 2С3 прийняла під час війни в Афганістані. Гаубиця 2С3 була найпоширенішою самохідною артилерійською установкою 40-ї армії, тому часто здійснювала безпосередній супровід мотострілкових підрозділів під час штурмових операцій
«Акації» використовувалися у червні 1992 року під час Придністровського конфлікту, яких-небудь подробиць застосування немає
У ході  російсько-грузинської війни 2008 року самохідні артилерійські установки 2С3 використовувалися російськими військами в Південнiй Осетії. Одним з епізодів застосування була артилерійська дуель між російським і грузинським артилерійськими угрупованнями в розташованому на півдні  Цхінвалі районі Шанхай. У ході дуелі від осколкового поранення загинув командир однієї з САУ 2С3 693-го мотострілецького полку, причиною втрати був вибір зручної вогневої позиції, що добре проглядається з грузинської сторони. 

### Російсько-українська війна
Широко використовувалась під час боїв 2014—2015 років. Було втрачено 19 САУ.
Меморандум від 20 вересня до Мінського протоколу передбачав відведення гаубиць калібром 152-мм: 2С5 «Гіацинт-С», 2С3 «Акація», 2С19 «Мста-С», 2А65 «Мста-Б» на 33 км від лінії зіткнення. А «Комплекс заходів» на виконання Мінських угод від 12 лютого 2015 передбачав створення зони безпеки завширшки 50 км для артилерійських систем калібру 100 мм і більше.
Використовуються обома сторонами під час вторгнення Росії в Україну.

## Оператори

Карта постачання самохідної гаубиці 2С3.
Зелений — країни, що використовують 2С3 останнім часом.
Червоний — країни, що експлуатували 2С3.
Жовтий — країни, призначення поставок в які невідомо.

- Україна — 249, станом на 2021 рік[8].
- Росія — у Сухопутних військах Росії — 1800 одиниць «Акацій» 2С3, з них 1000 на зберіганні, станом на 2013 рік; у Морській піхоті Росії — 18 одиниць «Акацій» 2С3 станом на 2013 р..
- Білорусь
- Азербайджан
- Алжир
- Ангола
- Вірменія
- В'єтнам
- ДР Конго
- Грузія
- Казахстан
- Куба
- Лівія
- Словаччина
- Сирія
- США
- Туркменістан
- Узбекистан
- Чехія
- Південний Судан